# Центральний комітет КПК
Центральний комітет Комуністичної партії Китаю (ЦК КПК) (кит.: 中國共產黨中央委員會) — вищий керівний орган Комуністичної партії Китаю, формований Національним з'їздом Комуністичної партії Китаю. У проміжках між з'їздами проводить в життя рішення з'їзду партії, керує всією роботою партії і представляє партію у зовнішніх зносинах.
Складається з 300 членів. До 1927 року ЦК КПК носив назву Центрального виконавчого комітету КПК (кит.: 中央 执行 委员会).